# Clara Ragaz
Clara Ragaz (Coira, 30 de marzo de 1874 - 7 de octubre de 1957, Zúrich), fue una profesora, pacifista, activista y feminista suiza.
Clara Nadig Plattner nació en Chur, en el cantón suizo de los Grisones. Hija de Christina Plattner y Johann Josua Nadig. Estudió para ser maestra, completando su formación en 1892 en la Escuela Normal de Aarau. Enseñó inicialmente en Inglaterra y Francia antes de regresar a Suiza.
Ragaz fue fundadora de la Federación Suiza de Mujeres Abstinentes, una organización que apoyó el movimiento de la temperancia en Suiza. El trabajo de Ragaz tiene una mezcla de religiosidad y socialismo. Ella se casó en 1901 con el profesor de teología y activista social Leonhard Ragaz.